# Mirjam Jaeger
Mirjam Jaeger (Zurigo, 9 novembre 1982) è un'ex snowboarder e sciatrice freestyle svizzera.

## Biografia

### Snowboard
La Jaeger iniziò la sua carriera agonistica gareggiando nello snowboard, prendendo parte ai Mondiali juniores di Rovaniemi 2002 e giungendo 22ª nell'halfpipe e 30ª nello snowboard cross. Il 1º dicembre dello stesso anno esordì in Coppa del Mondo a Laax, classificandosi 19ª nell'halfpipe. Prese inoltre parte a competizioni minori (Coppa Europa, Coppa Continentale), per poi ritirarsi nel 2004 senza aver preso parte a rassegne olimpiche o iridate.

### Freestyle
Nel 2004 iniziò a gareggiare nel freestyle nella specialità dell'halfpipe, esordendo in Coppa del Mondo l'8 marzo a Les Contamines (6ª). Ottenne il primo podio il 15 gennaio 2006 nella medesima località, giungendo 2ª.
Ha partecipato a un'edizione dei Giochi olimpici invernali, Soči 2014 (8º nell'halfpipe), e a quattro dei Campionati mondiali, vincendo la medaglia di bronzo a Kreischberg 2015.
Si è ritirata dalle competizioni al termine dalla stagione 2014-15.

### Altre attività
Dopo essere stata soggetto di diverse campagne pubblicitarie di attrezzature sportive, nel 2014 è stata la cover girl e protagonista di articoli di alcune edizioni di Maxim.
Nell'estate 2014 ha partecipato al reality show "Stable Wars: Del Mar".

### Attività attuale
Dopo essersi ritirata dalle competizioni, dal 23 aprile 2015 è diventata presentatrice sportiva del canale web Blick.ch.

## Palmarès

### Freestyle

#### Mondiali
- 1 medaglia:
  - 1 bronzo (halfpipe a Kreischberg 2015).

#### Coppa del Mondo
- Miglior piazzamento in classifica generale: 20ª nel 2013.
- 3 podi:
  - 1 secondo posto
  - 2 terzi posti

### Snowboard

#### Coppa del Mondo
- - Miglior piazzamento in classifica di halfpipe: 60ª nel 2003.